# Sebastian Svärd
Sebastian Steve Qvacoe Cann-Svärd (født 15. januar 1983) er en dansk fodboldspiller, der spillede for bl.a. Arsenal, FC København, Brøndby IF og Borussia Mönchenglatbach. Hans far er fra Ghana, mens hans mor er fra Sverige.

## Karriere
Han spillede ungdomsbold for B1908 og KB, inden han i 2000 blev solgt til Arsenal F.C.. Det lykkedes ham aldrig at slå igennem i Arsenal, som lånte ham ud til forskellige klubber. I 2005 skiftede han derfor til den portugisiske klub Vitoria Guimaraes. Året efter rejste han til Borussia Mönchengladbach.
Han har spillet adskillige landskampe for Danmarks forskellige ungdomslandshold, heriblandt 9 på U/21 landsholdet.
Den 7. marts 2013 indgik Svärd en aftale med den svenske klub Syrianska FC frem til sommeren 2013. Herefter spillede han i efteråret for den engelske League Two-klub Wycombe Wanderers F.C..